# Кай фон Рантцау
Кай фон Рантцау (на немски: Cai Rantzau; * 20/26 февруари 1566 в замък Ханерау, Рендсбург; † 9 април 1607) е благородник от Рантцау в Южен Шлезвиг-Холщайн, господар на Ханерау и имението Холтенклинкен, шериф/амтман на Апенраде/Аабенраа в Южна Дания, и 1590 г. съветник. Той живее в Дания.
Той е син на Мориц Рантцау, господар на Ханерау и Холтенклинкен, шериф на Готорф († 1572) и съпругата му Барбара Зеещет (1541 – 1616), дъщеря на Хенеке Зеещет, господар на Крумендик († 1543) и Маргрета вам Даме († 1583). Внук е на Кай Хенриксен Рантцау, господар на Клеткамп, Гереби и Ханерау, шериф на Олденбург, Рендсбург и Пльон († 1560) и Ида Бломе († сл. 1563). Правнук е на Хенрик фон Рантцау, господар на Брайтенбург († 1497) и Олегаард (Оелгард) фон Бухвалд († ок. 1538). Сестра му Анна фон Рантцау († сл. 1617) е омъжена за Кай фон Алефелдт († сл. 1585).
Кай Рантцау умира на 9 април 1607 г. на 41 години и е погребан на 20 май 1607 г. в Итцехое, Шлезвиг-Холщайн.

## Фамилия
Кай фон Рантцау се жени на 7 май 1587 г. за Елизабет Рантцау (* 4/8 юни 1567 в Кил; † 1 януари/6 февруари 1646), дъщеря на държавника Хайнрих Рантцау (1526 – 1598) и Кристина фон Хале (1533 – 1603). Те имат една дъщеря:
- Катарина Рантцау (* 21 февруари 1590, Аабенраа; † 14 май 1655), омъжена 1607 г. за Хенрик Рантцау (* ок. 1570; † 4 декември 1620), господар в Нойхауз, Затиевитц и Хамеран, син на Ханс Рантцау (1543 – 1604) и Маргарет фон Алефелдт (1543 – 1615); имат дъщеря